# پیشاسگ‌سوسمار
پروکینوسوکوس یا پیشاسگ‌سوسمار (نام علمی: Procynosuchus) یکی از ابتدایی‌ترین و نخستین سرده‌های سینودونت است که در اواخر دوره پرمین در اروپا و آفریقا می‌زیسته و سنگوارههای آن تا کنون در آلمان، آفریقای جنوبی و زامبیا کشف شده است. پیشاسگ‌سوسمار گوشت‌خوار بوده و حدود ۶۰ سانتی‌متر طول داشته است. این جانور به عنوان یک ددکمان اولیه دارای ترکیبی از ویژگی‌های خزندگان و پستانداران بود. پژوهش‌ها نشان می‌دهند که پروکینوسوکوس به خوبی برای زندگی در آب سازگاری یافته بوده و مانند تمساحها و سمورهای آبی امروزی یک جانور نیمه‌آبزی محسوب می‌شد.